# Кароль Адамецький
Кароль Адамецький (пол. Karol Adamiecki, 18 березня 1866, Домброва-Гурнича, Польща — 16 травня 1933 Варшава, Польща) — польський економіст, інженер і дослідник в галузі менеджменту.

## Біографія
Син гірничого інженера, народився 18 березня 1866 року в місті Домброва-Гурнича (пол. Dąbrowa Górnicza), великому промисловому центрі на півдні Польщі. Він навчався в середній школі в Лодзі, унікальній школі для того часу. На відміну від гімназій з класичною освітою, поширених тоді в Російській імперії, учнів Вищої технічної школи не перевантажували викладанням латинської та грецької мов, основним напрямком було вивчення математичних і технічних дисциплін. Тому до часу вступу в Санкт-Петербурзький технологічний інститут у Кароля були не тільки солідні теоретичні знання з математики, а й неабияка практика для здобуття професії інженера. Крім того, він закінчив школу з відзнакою — із золотою медаллю, що свідчить про його більш ретельну, ніж у інших учнів, підготовку.
У 1891 році він закінчив Санкт-Петербурзький технологічний інститут, отримавши диплом інженера-технолога, і повернувся в Домброву-Гурничу, де йому запропонували місце на сталепрокатному виробництві, спочатку в технічному відділі, а потім — помічника керівника заводу. Він брав участь у зборах керівного складу, в ході яких обговорювалися проблеми високих витрат виробництва. За даними британських радників, які були найняті для вирішення проблеми, основною причиною високої вартості виробництва була лінь, притаманна польським робочим. Адамецький не погодився з цим висновком і потай від правління продовжив спостереження за бригадами. На основі його спостережень було створено новий розклад і внесені деякі структурні поліпшення, що значно знизили вартість процесу. Таким чином, народився і отримав розвиток інтерес Адамецького до управління і організації трудового процесу. У 1898 році він став начальником відділення сталеливарного заводу Гартмана в Луганську, де спростив процес прокатки пластин, тим самим знизивши вартість їхнього виробництва. У 1901 році Адамецький зайняв посаду технічного директора на одному із заводів в Катеринославі (нині місто Дніпро), де теж вніс поліпшення у виробничий процес і провів дослідження на тему факторів, що негативно впливають на організацію виробництва.
Аж до 1911 року він обіймав ряд керівних посад на металургійних і керамічних виробництвах Островця і Варшави, після чого подав у відставку і заснував власну компанію, яка займалася технічним консультуванням, а також працював консультантом з організації виробництва, співпрацюючи з промисловими підприємствами по всій Польщі. Під час Першої світової війни Адамецький був радником кількох великих металургійних підприємств в Росії.
У 1919 році Кароль Адамецкі став викладачем Варшавського політехнічного університету, здобувши в 1922 році звання професора. Він був засновником і першим директором (в 1925—1933) Інституту наукової організації в Варшаві і служив як віце-президент Європейської асоціації наукового управління.
Кароль Адамецький помер 16 травня 1933 року, у віці 67 років, у Варшаві. У 1972 році на його честь був названий Державний коледж економічного управління в Катовицях, а в 1974 році він став Економічним університетом Кароля Адамецького.